# Rachel Laurin
Pour les articles homonymes, voir Laurin.
Rachel Laurin, née à Saint-Benoît (aujourd'hui faisant partie de Mirabel) au Québec le 11 août 1961 et morte le 13 août 2023 à Ottawa, est une organiste et compositrice québécoise.

## Biographie
Après avoir travaillé l'orgue auprès de Lucienne L’Heureux-Arel pendant deux ans, Rachel Laurin étudie au conservatoire de musique de Montréal de 1980 à 1986, auprès de Gaston Arel et Raymond Daveluy pour l’orgue, et de Raoul Sosa pour le piano. Elle obtient son premier prix d’orgue en 1986 par le conservatoire de musique de Montréal.
Elle suit aussi des cours particuliers de composition avec Raymond Daveluy (1980-1985).

### Carrière
Rachel Laurin mène une double carrière d'organiste et de compositrice au Québec, au Canada, aux États-Unis et en Europe.
Sa présentation en juillet 2000 des six symphonies de Louis Vierne, en trois récitals aux grandes orgues Beckerath de l'oratoire Saint-Joseph du Mont-Royal, est acclamée par la presse et le public. L'une des rares organistes à réaliser cette intégrale en concert, elle la reprend en 2001 à la Basilique-cathédrale Notre-Dame d'Ottawa.
À l'occasion de l'inauguration de l'orgue Fernand Létourneau du Francis Winspear Centre for Music en septembre 2002, elle fait la création mondiale du Concerto pour orgue et orchestre de Jacques Hétu avec l'Edmonton Symphony Orchestra sous la direction de Mario Bernardi.
Rachel Laurin est « compositrice agréée » du Centre de musique canadienne depuis 1989 et a écrit plus de quarante œuvres pour toutes les formations. Ses compositions sont publiées aux éditions Doberman-Yppan (musique de chambre), Europart-Music (orgue et chant choral) et Lucarel (orgue).
Elle a été professeur d'improvisation au conservatoire de musique de Montréal, ainsi qu'à l'École de musique sacrée d'Épinal, en France.
Adjointe de Raymond Daveluy aux grandes orgues de l'oratoire Saint-Joseph de 1986 à 2002, elle est ensuite titulaire de l'orgue de la Basilique-cathédrale Notre-Dame d’Ottawa de septembre 2002 à 2006.

## Distinctions
- 1985 – Bourse de la fondation McAbbie
- 1986 – Bourse d'excellence Wilfrid-Pelletier
- Bourse Conrad-Letendre (cinq fois[4])
- 2008 – Prix de composition Holtkamp-AGO
- 2009 – Premier prix de la Marilyn Mason New Organ Music Competition

## Compositions

### Orgue
- Suite brève, op. 6, No. 1 (1984)
- Suite brève, op. 6, No. 2 (1984)
- Sonate en fa, op. 7 (1985)
- Pastorale, d’après « Sanctus, Sanctus, Sanctus" de Lucien Daveluy », op. 13 (1988)
- Scènes Vosgiennes, op. 16 (1989)
- Improvisations pour tous les temps, op. 24 (1992)
- Variations sur un Noël lorrain, op. 26 (1994)
- Quatre pèlerinages en Lorraine, op. 30 (1996)
- Trois Pièces, op. 31 (1997–2000)
- Symphonie No. 1, op. 36 (2003)
- Acclamations, op. 37 (2003)[5]
- Étude Héroïque, op. 38 (2004)
- Petite Suite sur un motet de Gerald Bales, op. 41 (2005)
- Douze Courtes Pièces, op. 43 (2006)
- Introduction et Passacaille sur un thème de Raymond Daveluy, op. 44 (2006)
- Prélude et Fugue en Fa mineur, op. 45 (2007)
- Partita sur « Nun danket », op. 47 (2007)
- Épilogue, op. 50 (2008)
- A Royal Canadian Fanfare, op. 53 (2009)
- Trois Bagatelles, op. 54 (2009)
- Symphonie No. 2, op. 55 (2009–2010)
- Greensboro Suite, op. 56 (2010)
- Sept Courtes Pièces, op. 58 (2010)
- Berceuse à Pierre, op. 61 (2011)
- Fantasy and Fugue on Genevan Psalm 47 (orgue à quatre mains et quatre pieds), op. 62 (2012)
- Suite in D Major for Don Menzies, op. 63 (2012)
- Douze Courtes Pièces, op. 64 (2012–2013)
- Étude-Caprice « Le rire de Belzébuth », op. 66 (2013)
- Douze Courtes Pièces, op. 68 (2013–2014)
- Poème symphonique pour le Temps de l’Avent, op. 69 (2013)
- Étude symphonique pour pédale solo : Variations sur « That Good Old Baylor Line », op. 72 (2014)
- Fantasy and Fugue in D major, op. 73 (2014)
- Aria and Fugue in A for Aaron, op. 74 (2015)
- Douze Courtes Pièces, op. 75 (2018)
- Humoresque : Hommage à Marcel Dupré, op. 77 (2016)
- Finale, op. 78 (2017)
- Hommage à Buxtehude, op. 86 (2018)
- Little Prelude and Fugue in G major, op. 87 (2018)
- Fantaisie à deux (orgue à quatre mains et quatre pieds), op. 88 (2018)
- Omaggio Festivo, op. 89 (2018)
- Sonate No. 1, op. 91 (2019)
- Ten Little Sketches for Ten Little Fingers, op. 92 (2019)
- Petit Triptyque, op. 93 (2019)
- Ouverture « Mr. Mistoffelees », op. 94 (2019)
- Fantasia quasi scherzo, op. 95 (2019)
- Variations Sweelinck, op. 96 (2019)
- Poème symphonique en l’honneur de Saint Benoît, op. 97 (2020)
- Bagatelle burlesque: Hommage à Beethoven, op. 98 (2020)
- Cantabile à deux (orgue à quatre mains et quatre pieds), op. 99 (2020)
- Thirteen Easy Pieces, op. 100 (2020)
- Cinq Courtes Pièces, op. 100b (2020)
- Fantasy and Fugue on a Swedish Folk Song, op. 102 (2020)
- Toccata for a Great Space, op. 103 (2020)
- A Festive Portrait (Fanfare), op. 105 (2021)
- Diptyque, op. 107 (2021)
- The Legend of the Sleepy Hollow (orgue et narrateur), op. 108 (2021)
- Sonate No. 2 « Saint Luke », op. 109 (2022)
- Impromptu on « Adoro Te Devote », op. 109b (2022)
- Ubi Caritas et Amor, op. 110 (2022)
- Douze Courtes Pièces, op. 112 (2023)

### Orgue avec autres instruments
- Acclamations (deux trompettes, trombone et orgue), op. 37 (2003)[6]
- Fantaisie (harpe et orgue), op. 52 (2009)
- Sonate (cor et orgue), op. 60 (2011)
- Introduction et Allegro (hautbois et orgue), op. 65 (2012)
- Capriccio quasi burlesco (saxophone alto et orgue), op. 83 (2018)
- Sonate (flûte et orgue), op. 84 (2018)
- Te Deum (quintette de cuivres, timbales et orgue), op. 90 (2019)

### Piano
- Quatre Pièces, op. 1 (1981/rev. 1987)
- Sonate, op. 2 (1982)
- Quatre Pièces, op. 3 (1983/rev. 1987)
- Hommage à Fauré, op. 5 (1984)
- Intermezzo, op. 8 (1986)
- Trois chants sans paroles, op. 49 (2009)
- Parfums, op. 81 (2017)
- Esquisses d'été, op. 82 (2017)

### Musique de chambre
- Trio (flûte, alto et piano), op. 17 (1990)
- Poème chorégraphique (flûte, hautbois, clarinette, basson, cor, timbales, triangle, xylophone et quatuor à cordes), op. 18 (1990)
- Quatuor (quatuor à cordes), op. 19 (1990)
- Sonate (violon et piano), op. 23 (1993)
- Divertissement (vibraphone, marimba et piano), op. 25 (1993)
- Festivals (violon et piano), op. 27 (1994)
- Sonate (flûte et piano), op. 29 (1995)
- Deux Noëls (quatuor à cordes ou orchestre à cordes), op. 32 (1998)
- Fantaisie sur un thème japonais (quatuor à cordes), op. 34 (1999)
- Poème d’après le texte du Psaume 122 (quatuor à cordes et narrateur ad lib.), op. 35 (2001)
- Sonate (violon et alto), op. 40 (2005)
- Sonate (alto et piano), op. 42 (2006)
- Suite (harpe et quatuor à cordes), op. 101 (2020)
- Three Canadian Scenes (flûte et piano), op. 104 (2021)

### Œuvres vocales
- Trois fables de La Fontaine (voix et piano), op. 9 (1987)
- Cantate sur l’hymne Veni Creator (voix et orgue), op. 10 (1987)
- Le bestiaire, sur des poèmes d’Apollinaire (voix et piano), op. 22 (1992)
- Quatre cantiques (voix et orgue), op. 31b (1997)
- Trois mélodies sur des poèmes d’Anne Hébert (voix et piano), op. 33 (1999)
- Psaume 112 (voix et orgue), op. 39 (2004)
- Chant pour un Québec lointain – 1e cycle (voix et piano), op. 57 (2010)
- Chant pour un Québec lointain – 2e cycle (voix et piano), op. 70 (2014)
- Chant pour un Québec lointain – 3e cycle (voix et piano), op. 71 (2014)

### Œuvres chorales
- Trois arrangements de folklore (chœur SATB ou chœur d'hommes et piano), op. 1b (1982)
- Messe pour les fêtes solennelles (chœur SATB, ensemble de chambre et orgue), op. 4 (1983)
- Cantique « Je te révère » (chœur d'hommes ou quatuor vocal et orgue), op. 4b (1983)
- Dix cantiques traditionnels (chœur SATB et orgue), op. 6b (1984)
- Deux arrangements de Noël (chœur SATB et orgue), op. 7b (1985)
- Trois motets en l’honneur de la Sainte Famille (chœur SATB a cappella), op. 14 (1989)
- Messe de louange (chœur SATB, solistes et orgue), op. 15 (1988)
- Deux folklores (quatuor d'hommes et piano), op. 22b (1992)
- Motet « Adoro Te » (chœur SATB avec orgue ou piano ad lib.), op. 51 (2009)
- Motet « Filiae Regum », en l’honneur de Sainte Anne (chœur SATB et orgue), op. 67 (2013)
- Anthem « Saint Joseph, Canada Belongs To Thee » (chœur SATB et orgue), op. 75Bb (2017)
- Cantate brève « Tranquilles épiphanies » (chœur SATB et piano), op. 76 (2015)
- Hymne de reconnaissance à Jean Coutu (chœur SATB et piano), op. 80 (2017)
- « Dedisti Domine »: Motet en l’honneur de Saint Clément (chœur SATB et orgue), op. 85 (2018)
- Magnificat & Nunc Dimittis (chœur SATB et orgue), op. 106 (2021)

### Concertos
- Concerto (vibraphone, marimba et cordes), op. 21 (1992)
- Concerto (piano et orchestre), op. 46 (2008)
- Concerto in D (orgue, orchestre à cordes et timbales), op. 59 (2010)

### Œuvres diverses
- Fantaisie (guitare), op. 28 (1995)
- Quatre Préludes (clavecin), op. 48 (2007)

### Transcriptions pour orgue
- Jean-Sébastien Bach : Concerto en ré mineur, BWV 1052 (mouvements 2 et 3. Rachel Laurin op. 30b, 1996)
- Jean-Sébastien Bach : Fantaisie chromatique et fugue, BWV 903 (Rachel Laurin op. 30c, 1996)
- Johannes Brahms : Variations et Fugue sur un thème de Haendel (Rachel Laurin op. 11, 1988/rev. 1997)
- Franz Liszt : Sonate en si mineur (Rachel Laurin op. 20, 1991)